# リクリーヘッド城

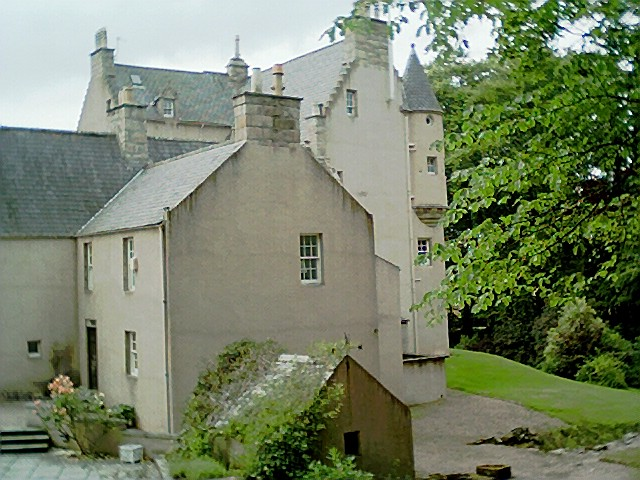
リクリーヘッド城

リクリーヘッド城（リクリーヘッドじょう、英語: Lickleyhead Castle）はスコットランドのアバディーンシャー、オークリーヴンの少し南側のゲイディ・バーンの川辺にある、17世紀の初め頃に作られたと考えられる復元されたL字型の城である。Lickleyheadという綴りの他、LickliheadやLicklyheadと書かれることもある。A類建造物指定を受けている歴史的建築物である。

## 来歴
1600年頃にはリース氏族が現在リクリーヘッド城がある箇所の土地を入手していたと考えられている。1625年にジョン・フォーブズがこの土地をリース家から買い取り、もともとあった屋敷を改装した。城の古い部分は1629年頃に建てられたと言われている。最も古い部分に1629年という年号とフォーブズ夫妻の頭文字が刻まれている。17世紀にジョンの庶子であるウィリアム・フォーブズが住んでいた頃にはプレムニーのレルド（laird）の邸宅として使用されていた。その後、17世紀末にはヘイズ一族がこの家屋敷を一時期所有していた。この他、ダフ家やラムズデン家のメンバーが住んでいたこともある。

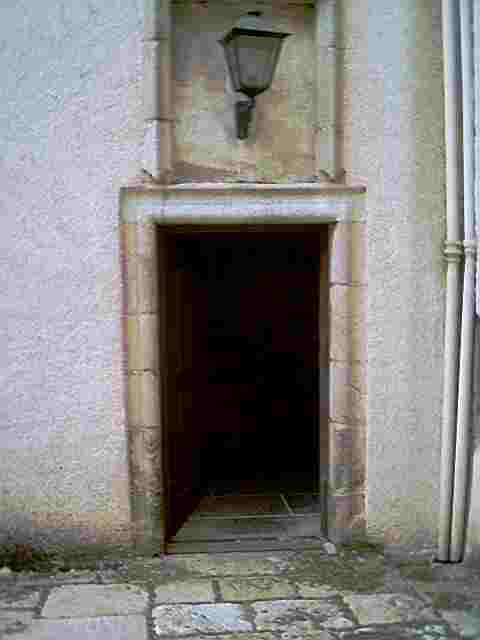
リクリーヘッド城の入り口部分

メキシコシティの知事であったドン・ギレルモ・デ・ランダ・イ・エスカンドンが、娘マリア・ルイズが1922年にレスリー氏族のメンバーであるウィリアムと結婚した時にこの城を購入した。その後レスリー一族がこの城に住んでおり、マリア・ルイズの曾孫にあたる俳優のローズ・レスリーは幼い頃にリクリーヘッド城に住んでいた。リクリーヘッド城は2018年、ローン返済に関する問題が発生した後、ローズ・レスリーの父でアバディーンシャーのレスリー氏族の氏族長であったセバスティアンの手を離れ、差し押さえられた。その後、ウィラル出身のデイヴィス一家の所有となった。

## 構造
城の主要なブロックは西側で、南側に突き出た2面である。主要ブロックには持ち送りのついた2階建ての塔が北側にあり、上の階には楕円形の窓がある。しっかりした持ち送りのついた半円形の階段が塔にある。階段状破風も見受けられる。壁は粗塗りでスレートの屋根がある。一番高い塔は3階まであり、屋根裏部屋がある。ペディメントは装飾されている。アーチ型天井のある地下室部分に台所と貯蔵室があり、スリット型の窓から採光している。
リクリーヘッド城の古い部分には、17世紀にこの城に住んでいたフォーブズ一族が住んでいたことのある別の居城であるクレイギヴァー城に似た特徴が見られる。L字型の翼が18世紀に付け加えられ、1876年頃に修復も行われた。
イギリス指定建造物のA類指定を受けた建物である。